# 恋のマイレージ
「恋のマイレージ」（こいのマイレージ）は、2002年6月19日に発売されたRAG FAIRの2枚目のシングル。

## 概要
- 「ラブラブなカップル フリフリでチュー」から5ヶ月ぶりのシングルで、「Sheサイド ストーリー」と同時発売された。
- ビデオクリップには同じ所属事務所に所属するネプチューンの名倉潤が出演している。
- 本作でオリコンシングルチャート初登場1位を獲得。同日発売の「Sheサイド ストーリー」は2位で、1位・2位を独占した。なお、このシングルが唯一1位を獲得している。また、4週連続TOP10入りを記録し、累計14.1万枚の売上を記録した。
- この曲でテレビ朝日の歌謡番組「ミュージックステーション」に初出演し本作を披露、さらに2002年12月31日放送の第53回NHK紅白歌合戦でも歌われた。

## 収録曲
1. 恋のマイレージ
  - 作詞：土屋礼央／作曲：豊島吉宏／編曲：幾見雅博、RAG FAIR
  - リードボーカルは土屋で引地と加藤にもソロパートがある。
2. LA BAMBA
  - 作詞・作曲：P.D.／編曲：幾見雅博、RAG FAIR
3. LA BAMBA [QYP BOO-SKA MIX]
  - リミックス：中塚武（QYPTHONE）